# キム・ジェファン (歌手)
キム・ジェファン（朝: 김재환、金在奐、1996年5月27日 - ）は、韓国出身の男性歌手。WAKEONE所属。男性アイドルグループ・Wanna Oneの元メンバーであり、2019年5月20日にミニアルバム『Another』でソロデビューした。公式ファンクラブ名は「WIN:D」。

## 略歴
- 2012年、tvNのオーディション番組『コリアズ・ゴット・タレント 2』に参加し、セミファイナルまで進出。
- 同年、CJ E&M傘下の芸能事務所Music Worksの練習生となる。
- 2015年、「シャーロック」というボーイズバンドのボーカルとしてデビュー予定だったが、同年8月に解散。
- 2016年、4年2ヶ月所属したMusic Worksを退社。
- 同年、SBSのパイロットプログラム『ボーカル戦争：神の声』に参加して優勝[3]。
- 2017年、Mnetの公開オーディション番組『PRODUCE 101 (Season 2)』に参加。番組内で最終順位4位となり「Wanna One」としてデビュー。

### 2019年
- 1月9日、Wanna Oneとしての活動終了後にSWINGエンターテインメントと専属契約を締結[4]。
- 4月28日、『不朽の名曲』日本編（KBS 2TV）に出演し、優勝[3]。
- 5月20日、1stミニアルバム『Another』を発売し、ソロデビュー[1]。同日、韓国・ソウルのYES24ライブホールにて発売記念ショーケースを開催した[5]。
- 5月26日 - 7月30日、初の単独ファンミーティング「MIN:D」を韓国、日本、タイ、ジャカルタ、シンガポール、香港にて開催[6]。
- 8月26日、ニーズミュージック・エンタテインメントが企画したポケットリストシリーズの第1弾として、ステラ・チャンとのデュエット曲「9月のバカンス」を発売[7]。
- Wanna One出身のパク・ジフンの2ndミニアルバム『360』に、『PRODUCE 101 (Season 2)』で共演したキム・サンビンと共に『이산헤（strange）』で楽曲提供。[8]
- 12月12日、2ndミニアルバム『MOMENT』を発売。
- 12月14～15日、韓国・ソウルの蚕室体育館にて初の単独コンサート『illusion;煥想』を開催し、公演にはWanna One出身のハ・ソンウン、パク・ジフン、歌手のユン・ドヒョンや『PRODUCE 101 (Season 2)』で共演したチョン・セウンがゲストとして出演した。[9]

### 2020年
- 4月6日、日本公式サイトとファンクラブ[WIN:D JAPAN]を4月13日よりオープンすることを発表。[10]

## 作品

### ミニアルバム
| No. | タイトル                 | 収録曲 | 最高位 | 売上枚数  |
| --- | ------------------------ | --- | ------ | --------- |
| 1st | Another (2019年5月20日)  | 1. 그렇게 널 (そのように君を) 2. My Star 3. 안녕하세요 (Begin Again) 4. Blow Me 5. 디자이너 (Designer) 6. 랄라 (Melodrama)                 | 2位    | 104,293枚 |
| 2nd | MOMENT (2019年12月12日） | 1. 시간이 필요해（The Time I Need） 2. After party 3. 누나（NUNA） 4. Who Am I 5. 파라다이스（Paradise）Feat. パク・ウジン（AB6IX） 6. Zzz | 2位    | 66,228枚  |

### ミュージック・ビデオ
| 年     | アルバム        | M/V                              |
| ------ | --------------- | -------------------------------- |
| 2019年 | Another         | 안녕하세요 (Begin Again)         |
| 2019年 | MOMENT          | 시간이 필요해（The Time I Need） |
| 2020年 | 안녕（Goodbye） | 안녕（Goodbye）                  |

### OST
- Black Sky（2019年） - JTBCドラマ『補佐官』OST[14]
- 그때 내가 지금의 나라면（あの時の僕が今の僕なら）（2019年） - SBSドラマ『バガボンド』OST[15]
- 어떤 날엔（ある日には）（2020年1月19日） - tvNドラマ『愛の不時着』OST[16]
- How I Feel  (2022年4月29日)  -tvNドラマ『流れ星』OST

### 配信
- 리베카（Rebecca）（2019年12月7日） - JTBCバラエティ「シュガーマン3」※番組内で披露したヤン・ジュンイルのカバー
- 안녕（Goodbye）（2020年2月2日）

### PRODUCE 101 シーズン2
- NEVER（2017年）
- Hands On Me（2017年）
- Always（2017年）

## コンサート

### 単独コンサート
| 年     | タイトル                                          | 日程             | 国/都市     | 会場                                            |
| ------ | ------------------------------------------------- | ---------------- | ----------- | ----------------------------------------------- |
| 2019年 | 2019 キム・ジェファン単独コンサート illusion;煥想 | 12月14日 - 15日  | 韓国 ソウル | 蚕室室内体育館                                  |
| 2020年 | KIM JAEHWAN NEW YEAR FAN CONCERT -MOMENT 2020-    | 1月10日（2公演） | 日本 千葉   | 市川市文化会館                                  |
| 2020年 | KIM JAEHWAN NEW YEAR FAN CONCERT -MOMENT 2020-    | 1月12日（2公演） | 日本 大阪   | NHK大阪ホール                                   |
| 2020年 | 2020 キム・ジェファン単独コンサート illusion;煥想 | 2月1日           | 韓国 釜山   | BEXCO                                           |
| 2020年 | KIM JAEHWAN FAN CONCERT -WIN:DAY-                 | 未定（2公演）    | 日本 東京   | 江戸川区総合文化センター                        |
| 2020年 | KIM JAEHWAN FAN CONCERT -WIN:DAY-                 | 未定（2公演）    | 日本 大阪   | 立命館いばらきフューチャープラザ グランドホール |

### ショーケース
| 年     | タイトル                                       | 日程    | 国/都市     | 会場              |
| ------ | ---------------------------------------------- | ------- | ----------- | ----------------- |
| 2019年 | 1stミニアルバム『Another』発売記念ショーケース | 5月20日 | 韓国 ソウル | YES24ライブホール |

### ファンミーティング
| 年     | タイトル                             | 日程    | 国/都市      | 会場                        |
| ------ | ------------------------------------ | ------- | ------------ | --------------------------- |
| 2019年 | 2019 KIM JAE HWAN FANMEETING [MIN:D] | 5月26日 | 韓国 ソウル  | 蚕室室内体育館              |
| 2019年 | 2019 KIM JAE HWAN FANMEETING [MIN:D] | 6月7日  | 日本 大阪    | オリックス劇場              |
| 2019年 | 2019 KIM JAE HWAN FANMEETING [MIN:D] | 6月8日  | 日本 埼玉    | 大宮ソニックシティ 大ホール |
| 2019年 | 2019 KIM JAE HWAN FANMEETING [MIN:D] | 6月22日 | タイ         | Indoor stadium Huamark      |
| 2019年 | 2019 KIM JAE HWAN FANMEETING [MIN:D] | 6月29日 | インドネシア | Istora Senayan              |
| 2019年 | 2019 KIM JAE HWAN FANMEETING [MIN:D] | 7月10日 | シンガポール | The Star Theatre            |
| 2019年 | 2019 KIM JAE HWAN FANMEETING [MIN:D] | 7月30日 | 香港         | KITEC Star Hall             |

### その他
| 年     | タイトル                                                        | 日程     | 国/都市     | 会場                       |
| ------ | --------------------------------------------------------------- | -------- | ----------- | -------------------------- |
| 2019年 | 不朽の名曲～伝説を歌う～ 400回記念スペシャルコンサート in Japan | 4月4日   | 日本 千葉   | 幕張メッセ                 |
| 2019年 | KCON 2019                                                       | 5月17日  | 日本 千葉   | 幕張メッセ                 |
| 2019年 | KCON 2019                                                       | 9月28日  | タイ        | インパクト・アリーナ       |
| 2019年 | 2019 SEOUL PARK MUSIC FESTIVAL                                  | 6月16日  | 韓国 ソウル | オリンピック公園           |
| 2019年 | 2019 M2 X GENIE MUSIC AWARDS                                    | 8月1日   | 韓国 ソウル | オリンピック公園KSPO DOME  |
| 2019年 | NEXT GENERATION LIVE Supported by SHOW CHAMPION                 | 8月10日  | 日本 東京   | 豊洲PIT                    |
| 2019年 | 2019 K-WORLD FESTA                                              | 8月15日  | 韓国 ソウル | オリンピック公園 KSPO DOME |
| 2019年 | 2019 Soribada Best K-Music Award                                | 8月23日  | 韓国 ソウル | オリンピック公園 KSPO DOME |
| 2019年 | THE SHOW WITH 2019 POHANG K-POP CONCERT                         | 9月1日   | 韓国 浦項市 | 浦項総合運動場             |
| 2019年 | 12th KMF2019                                                    | 9月16日  | 日本 北海道 | Zepp Sapporo               |
| 2019年 | 2019 K-FLOW2 CONCERT IN TAIWAN                                  | 9月21日  | 台湾        | 林口体育館                 |
| 2019年 | KCON 2019 THAILAND                                              | 9月28日  | タイ        | IMPACT ARENA               |
| 2019年 | 2019 Asia Song Festival                                         | 10月12日 | 韓国 蔚山   | 蔚山総合運動場             |
| 2019年 | 2019 Busan One Asia Festival                                    | 10月19日 | 韓国 釜山   | ファミョン生態公園         |
| 2019年 | K-POP FESTA in BANGKOK                                          | 11月10日 | タイ        | BITEC 105HALL              |
| 2019年 | PEPSI CONCERT                                                   | 11月24日 | 韓国 ソウル | 蚕室室内体育館             |
| 2020年 | 第71回さっぽろ雪まつり12th K-POP FESTIVAL 2020                  | 2月8日   | 日本 北海道 | 札幌文化芸術劇場           |

## 出演

### テレビ
- コリア・ゴット・タレント 2（2012年、tvN）
- ボーカル戦争：神の声（2016年、SBS）
- PRODUCE 101 (Season 2)（2017年4月7日 - 6月16日、Mnet）
- 水曜日は音楽番組（水曜日のミュージックプレイリスト）（2019年10月2日 - 、tvN）[30]
- 私の音楽先生ミンガラバー（2020年2月6日 - 2月27日、SBS FiL）[31] ※SBS FiLの開局記念企画であり、韓国放送通信電波振興院の放送番組制作支援事業の海外進出型部門・国際共同制作分野の選定作

### CM・広告
- Cosmetic + Pharmaceutical「LiZ4EVER」（2019年 - ）[32]

### ミュージック・ビデオ
- ヤン・ソンイ「笑ってさよなら」（2014年）
- MOMOLAND「Freeze (꼼짝마)」（2017年）

## 受賞歴

### 2019年
- 2019 M2 X GENIE MUSIC AWARDS - NEXT GENERATION STAR[33]
- 2019 Soribada Best K-Music Award - 本賞[34]

### 2020年
- The 34th Golden Disc Awards - Next Generation Award[35]
- 第29回 ソウル歌謡大賞 - バラード部門賞